# John Pershing
John Joseph Laclade (Montana) Pershing (Laclede, Missouri, 1860. szeptember 13. – Washington, 1948. július 15.) amerikai tábornok, az amerikai expedíciós csapatok főparancsnoka az első világháborúban, Pulitzer-díjas író.

## Élete

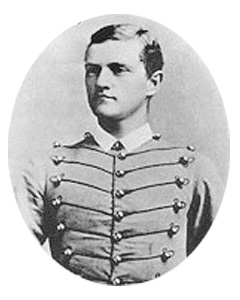
John Pershing kadétként

John Joseph Pershing 1860. szeptember 13-án született a Missouri állambeli Linn megyében, Laclede városában. Szegény sorból származott. A katonai pályára vágyott, ezért kemény munka árán sikerült bejutnia és jó eredménnyel elvégeznie a West Point Akadémiát.
Harcolt az apacsok, majd a sziú törzsek ellen. A spanyol–amerikai háborúban a spanyolok ellen, utána pedig a Fülöp-szigeteken teljesített szolgálatot. 1906–1913 között Mindanao kormányzója volt. 1916-ban Mexikóban harcolt és hadjáratot vezetett a Pancho Villa vezette felkelők ellen.
1917-ben Wilson elnök őt nevezte ki az Európába küldött amerikai expedíciós erők parancsnokának. Folyamatosan azon volt, hogy függetlenítse magát a szövetséges angol-francia befolyástól és önállóan tudja irányítani hadseregét. Az első, teljes egészében amerikai nagy támadásra 1918 szeptemberéig kellett várni. A következő nagy offenzíva a meuse-argonne-i támadás volt, ahol – bár voltak gondok – végül az ellenséges német csapatok védelme összeomlott. A győztes támadás után nem sokkal a harcoló felek fegyverszünetet kötöttek.
A Versailles-i békeszerződést erősen kritizálta. A háború után, 1921–1924 között az Amerikai Hadsereg vezérkari főnöke volt, majd nyugállományba vonult. 1931-ben megírta emlékiratait, amiért 1932-ben Pulitzer-díjat kapott. Később róla nevezték el az amerikai M26 Pershing harckocsit, ami a második világháborúban és a koreai háborúban szolgált.

## Képgaléria

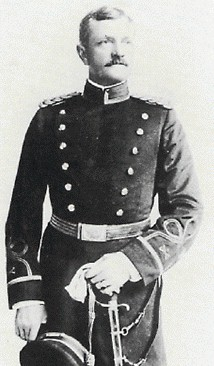
Pershing 1902-en
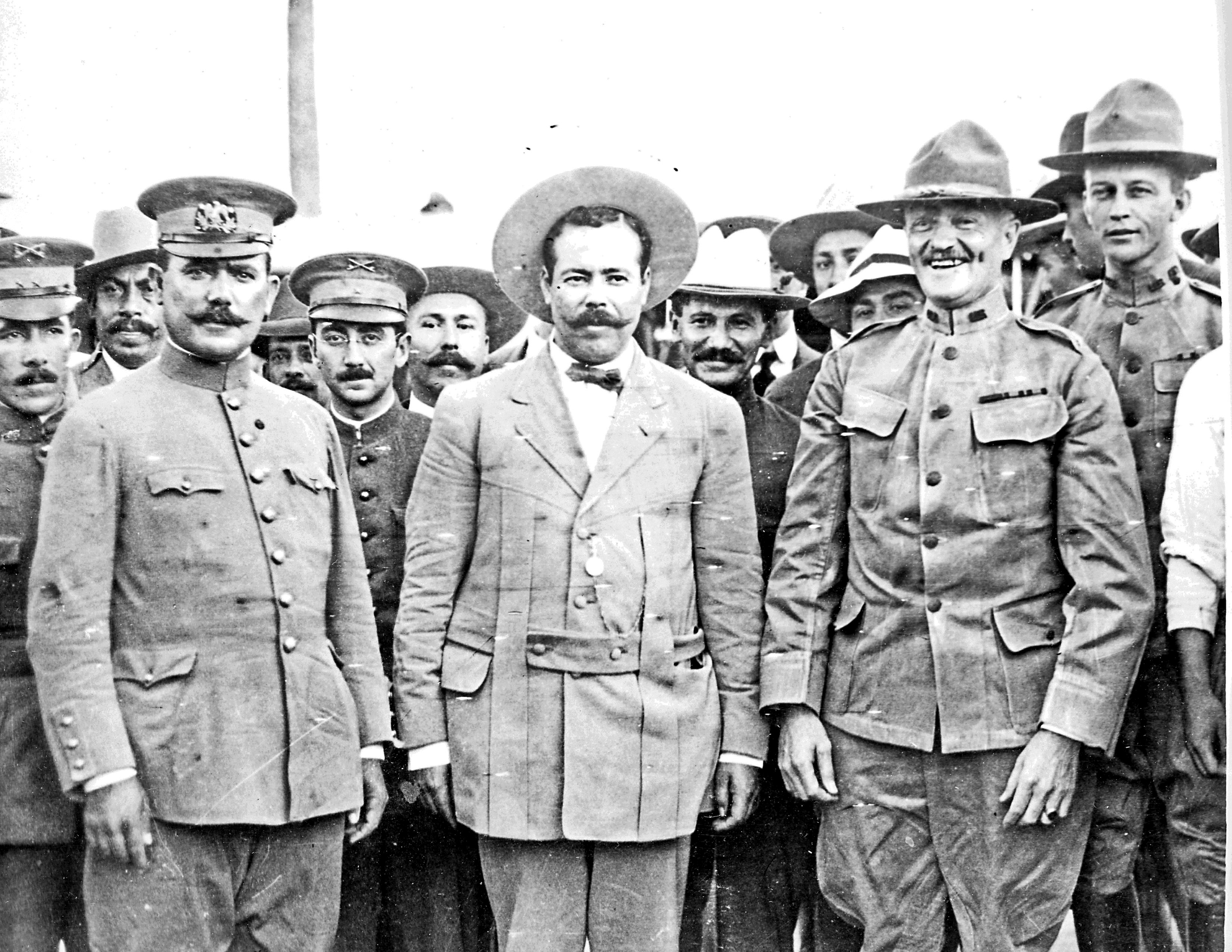
Obregón, Villa és Pershing még szövetségesként. Egy évvel később már Villa és Pershing egymással harcoltak.
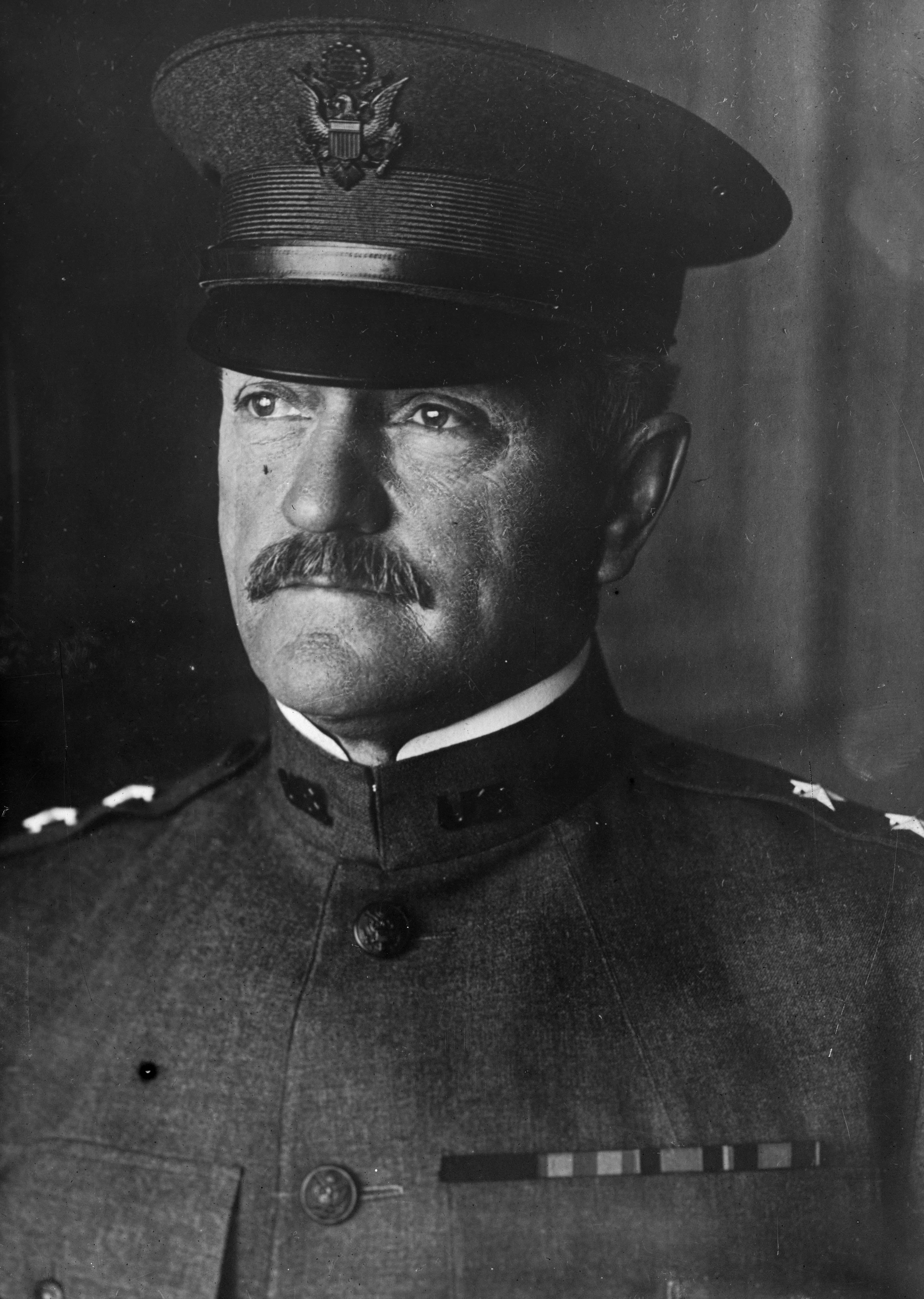
Pershing tábornok az első világháború idején.
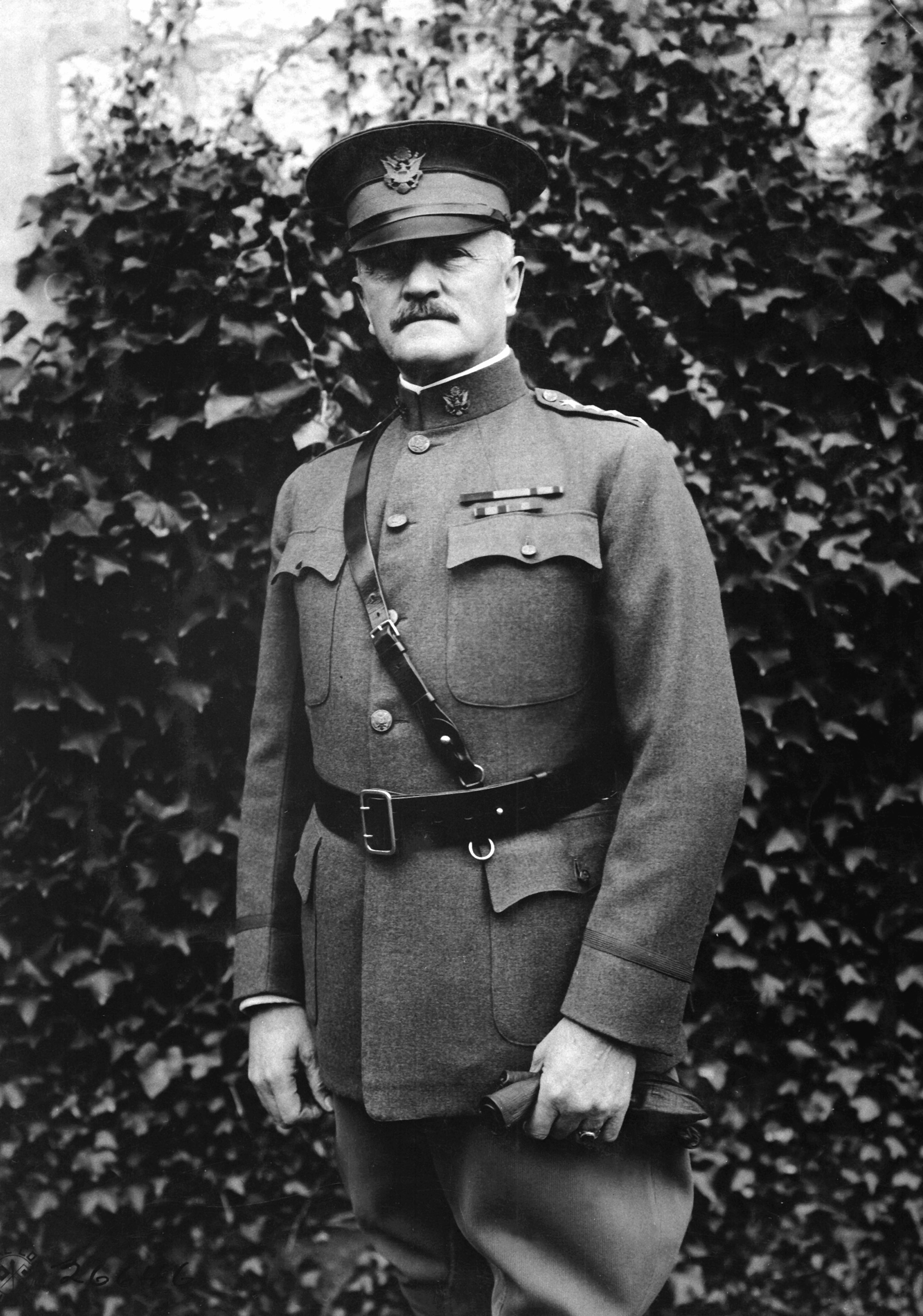
John Pershing tábornok